# Олга Креачић
Олга Креачић Жога (рођ. Жердик; Загреб, 1913 — Београд, 17. октобар 1988) била је учесница Народноослободилачке борбе и друштевно-политичка радница СФР Југославије.

## Биографија
Рођена је 1913. у Загребу. Њени родитељи били су Лео и Марија Жердик, а имала је и млађег брата Младена Жердика, хемијског инжењера.
Школовала се у Загребу, где је 1937. завршила је Економско-комерцијалну високу школу. Током школовања прикључила се омладинском револуционарном покрету. У чланство Савеза комунистичке омладине (СКОЈ) примљена је 1933, а у чланство Комунистичке партије Југославије (КПЈ) 1937. године.
Била је активна у револуционарном студентском покрету и женском покрету — била је председника Јунир секције Удружења универзитетски образованих жена, члан уредништва листа Женски свијет и члан Комисије за рад са женама при Централном комитету КП Хрватске.
Године 1937. запослила се у Генералном комесаријату Краљевине Југославије при Међународној изложби у Паризу. Ово јој је омогућило да се несметано креће на релацији Загреб—Париз, због чега је обављала поверљиве куриске задатке између руководства КПЈ у Загребу и пункта КПЈ, који се налазио у Паризу. У овом периоду упознала је будућег генералног секретара КПЈ Јосипа Броза Тита, за кога је обављала одређене административно-техничке послове. У Загребу је радила у партијској књижари „Култура”, којом су илегално управљали Владимир Бакарић и Едвард Кардељ. У револуционаром раду и касније током рата, користила се конспиративним именом Жога, а у предратном и ратном периоду била је позната и као Олга Ковачић.
После окупације Југославије, 1941. активно је учествовала у Народноослободилачком покрету (НОП) и деловала у окупираном Загребу. Ухапшена је 28. јуна 1942. у Загребу од стране усташке полиције, под сумњом да је комунисткиња. У току истраге ништа није признала, нити кога одала.
Након успешних преговора око размене заробљеника, између партизана и Немаца, нашла се у групи партијских радника, међу којима су биле Ванда Новосел и Босиљка Крајачић, који су септембра 1942. замењени за заробљене немачке авијатичаре. После ослобађања из логора дошла је на ослобођену територију Бихаћке републике, где је децембра 1942. учествовала у Првој земаљској конференцији Антифашистичког фронта жена Југославије (АФЖ), на којој је изабрана за члана Централног одбора.
Крајем 1942. упућена је на Банију, где је радила на помоћи организацијама Антифашистичког фронта жена. Током рата била са Митром Митровић члан уредништва листа Жена данас, органа АФЖ Југославије, као и део редакције листа Борба, органа КП Југославије. На Првој конференцији АФЖ Хрватске, одржаној јуна 1943. у Оточцу, изабрана је за члана Извршног одбора, а на Првом конгресу АФЖ Хрватске, одржаном јула 1945. у Загребу изабрана је за члана Главног одбора. На Првом конгресу АФЖ Југославије, одржаном јуна 1945. у Београду изабрана је за члана Централног одбора АФЖ.
После ослобођења Југославије, радила је у Агитпропу Централног комитета КП Југославије, а од 1948. до 1952. била је директор агенције Танјуг. Потом је била помоћник директора Радио Југославије, секретар Комисије за штампу Савезног одбора ССРН Југославије, па помоћник секретара за информације Савезног извршног већа и др.
Била је удата за Отмара Креачића Културу (1913—1992) генерала ЈНА и народног хероја.
Умрла је 17. октобра 1988. у Београду. Сахрањена је у Алеји заслужних грађана на Новом гробљу у Београду.
Носилац је Партизанске споменице 1941. и других југословенских одликовања, међу којима је Орден рада са црвеном заставом.